# 1918年のスポーツ

## アイスホッケー
- スタンレー・カップ：トロント・アリーナズ (NHL) （3勝2敗） バンクーバー・ミリオネアズ (PCHA)

## 大相撲
この年、前年の火災により両国国技館が使用不能になったため、本場所はいずれも靖国神社境内で行われた。
優勝掲額者
- 春（1月11日初日）:東大関 栃木山守也（10戦全勝）
- 夏（5月12日初日）:東張出横綱 栃木山守也（9勝1敗）

優勝旗手
- 春:東前頭3枚目 源氏山大五郎（7勝2敗1休）
- 夏:東前頭筆頭 常ノ花寛市（8勝1敗1休）

## サッカー

### 日本
- 第1回日本フートボール優勝大会決勝（豊中グラウンド・1918年1月13日）
御影 1 - 0 明星

## テニス

### グランドスラム
- 全米選手権　男子単優勝：リンドレイ・マレー（アメリカ）、女子単優勝：モーラ・ビュルステット（ノルウェー）

熊谷一弥が全米選手権で、日本人テニス選手として史上初の4大大会ベスト4に進出する。準決勝ではビル・チルデン（アメリカ）に 2-6, 2-6, 0-6 で完敗した。戦時中も、全米選手権だけは中断されずに開催を続行した。

## 野球

### 日本

#### 中等野球
- 第4回全国中等学校優勝野球大会 - 米騒動により中止

### アメリカ大リーグ
- ワールドシリーズ
ボストン・レッドソックス（ア・リーグ） （4勝2敗） シカゴ・カブス（ナ・リーグ）

## 誕生
- 1月1日 - 長持栄吉（静岡県、野球、+2000年）
- 2月25日 - ボビー・リッグス（アメリカ、テニス、+1995年）
- 3月4日 - マーガレット・オズボーン・デュポン（アメリカ、テニス）
- 4月15日 - 白石勝巳（広島県、野球、+2000年）
- 4月23日 - 蛯名武五郎（青森県、競馬、+1970年）
- 4月26日 - フランシナ・ブランカース＝クン（オランダ、陸上競技、+2004年）
- 5月18日 - 藤本英雄（山口県、野球、+1997年）
- 7月13日 - アルベルト・アスカーリ（イタリア、レーシングドライバー、+1955年）
- 7月23日 - ハロルド・リース（アメリカ、野球、+1999年）
- 8月30日 - テッド・ウィリアムズ（アメリカ、野球、+2002年）
- 9月23日 - 平山菊二（山口県、野球、+1998年）
- 10月14日 - テルマ・コイン・ロング（オーストラリア、テニス）
- 11月3日 - ボブ・フェラー（アメリカ、野球）
- 11月14日 - ジョン・ブロムウィッチ（オーストラリア、テニス、+1999年）
- 12月1日 - 鵜藤俊平（静岡県、水泳）

## 死去
- 3月27日 - マーチン・シェリダン（アメリカ、陸上競技、*1881年）
- 5月18日 - アルノ・ビーベルシュタイン（ドイツ、水泳、*1884年）
- 5月27日 - リリアン・ワトソン（イギリス、テニス、*1857年）
- 5月27日 - 大砲万右エ門（宮城県、相撲、*1869年）
- 8月13日 - ルーサー・ギューリック（アメリカ、体育教師、*1865年）